# Esfinge (mitologia egípcia)

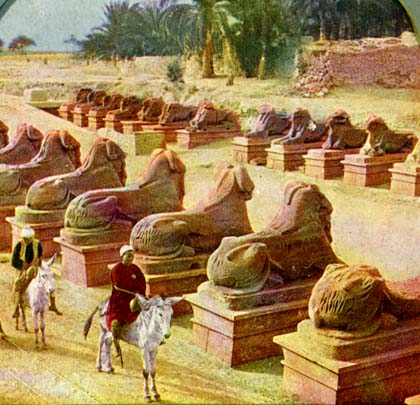
Beco das Esfinges de Karnak em Luxor.

A esfinge, na mitologia egípcia, é uma criatura com busto humano e corpo de animal, geralmente de leão, mas às vezes também de touro ou cavalo. Esta criatura mitológica às vezes é representada com asas, chifres de touro ou até mesmo cauda de cobra. É encontrada no Egito a partir do terceiro milênio aC, e depois no Antigo Oriente Próximo.

## Etimologia
"Esfinge" é uma palavra grega. Sua etimologia não é certa:
- Alguns derivam do antigo egípcio shesepânkh, que significa "estátua viva", ou mesmo cheseânkh que significa "imagem vívida", um dos nomes do deus Atum que simboliza o sol poente.[2]
- Outros sugerem uma relação com o indo-europeu aproximando-o do sânscrito sthag (em pali, thak) que significa "dissimulado".

## A primeira esfinge

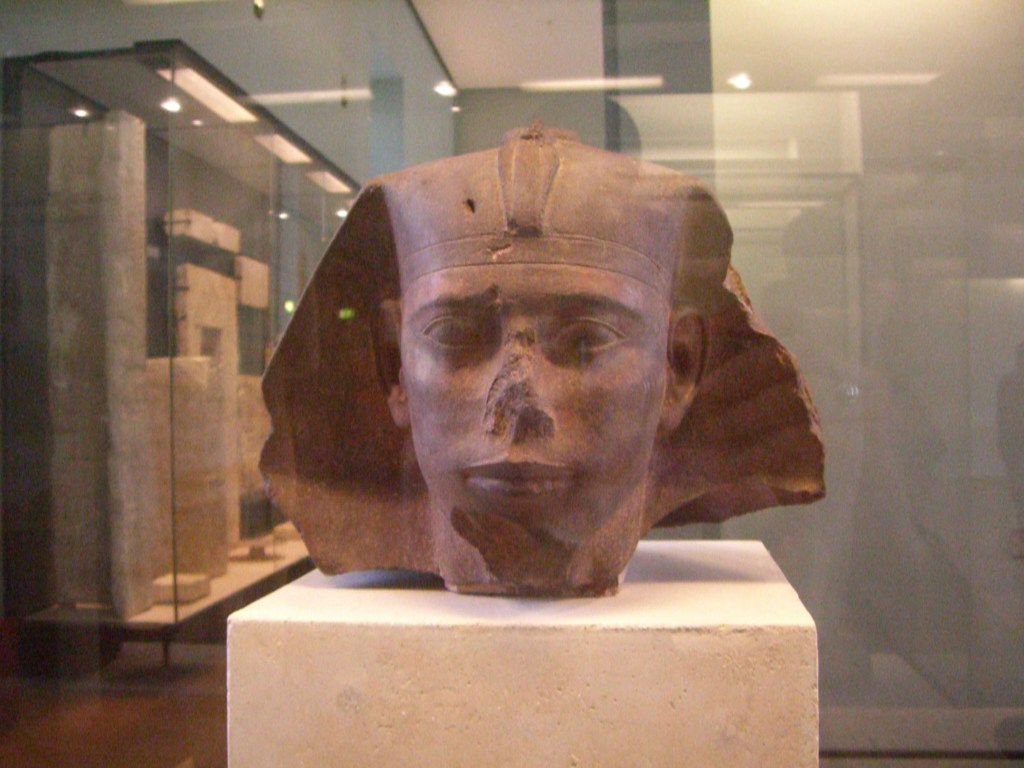
Cabeça do faraó Jedefrê.

A primeira esfinge surgiu durante a IV Dinastia (Reino Antigo) há cerca de 4.600 anos (mais precisamente entre 2565 e 2558 a.C.). Não seria a esfinge de Gizé construída por Quéfren, mas aquela que representa seu irmão Jedefrê (ou Didoufri) que foi faraó antes dele.
Durante as escavações da pirâmide desta última, os arqueólogos descobriram uma pequena escultura de uma esfinge, bem como uma cabeça esculpida com os trajes da realeza que parece pertencer a uma esfinge. Esta escultura da cabeça do faraó Jedefrê está exposta no Museu do Louvre em Paris.
Há outra esfinge: a grande esfinge de Tanis. Esta última foi datado do século XXVI mas foi encontrada em Tanis, capital do Egito durante as XXI e XXIII dinastias. A descoberta desta notável esfinge neste local é, portanto, surpreendente, pois se ela veio do século XXVI a.C. (sendo da IV dinastia), teria sido mais provavelmente encontrada no Alto Egito, onde se localizava Mênfis, capital da IV dinastia. No caso em que a esfinge de Tanis veio realmente da IV dinastia, provavelmente ainda não seria identificada como a primeira esfinge porque não é sabido a sua data exata, e portanto, a sua posição em relação à esfinge de Jedefrê. Alguns pesquisadores atribuem a esfinge de Tanis a um rei do Império Médio, de preferência Amenemés II, por volta de 1960 a.C.; outros a atribuem a uma estátua do Império Antigo, e outros ainda são neutros e consideram possível a data de construção desta esfinge nestes dois períodos.

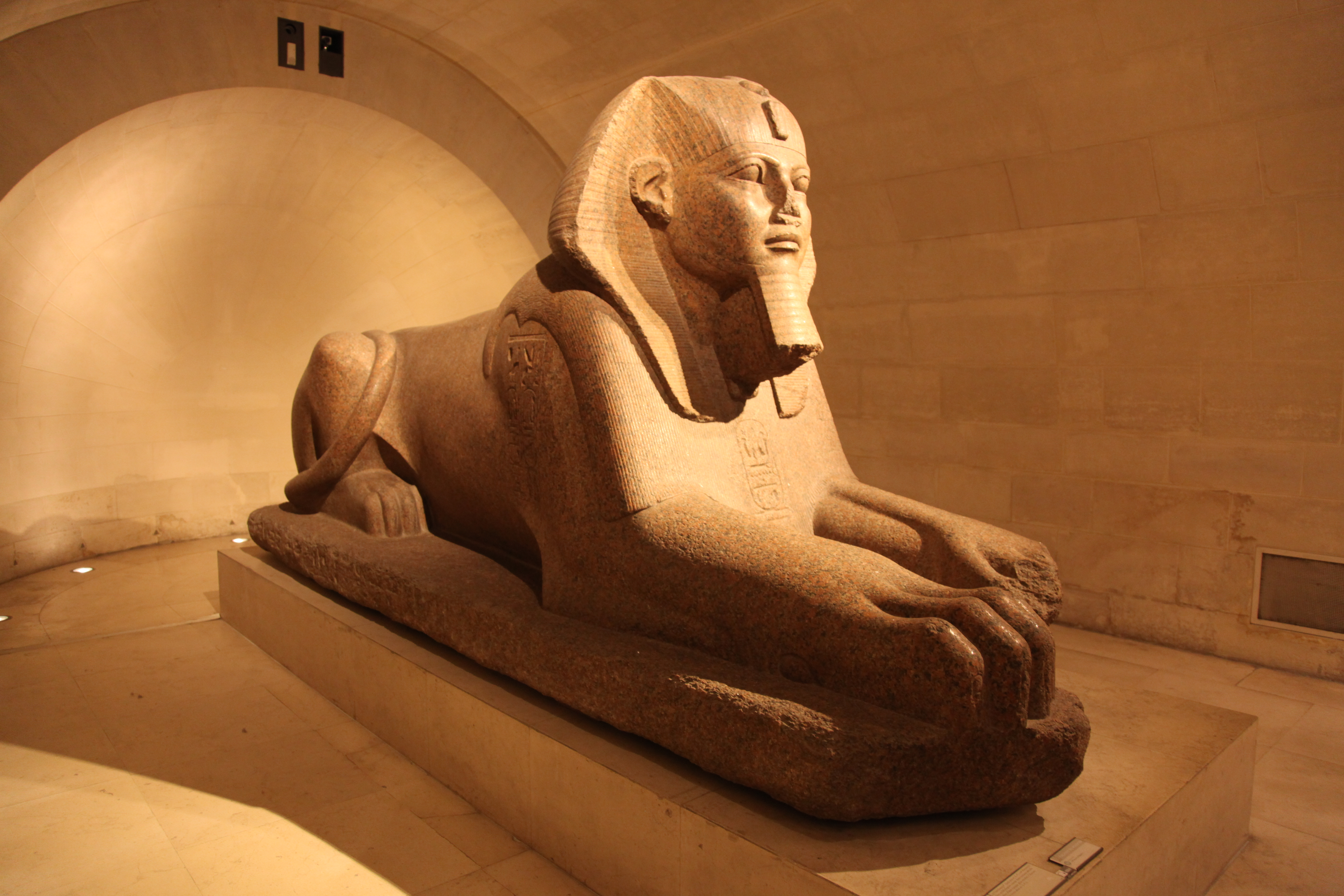
A Grande Esfinge de Tanis.

Pierre Montet também nos informa em sua obra A Esfinge A 23 do Louvre:
É importante saber que a esfinge não estava sozinha quando os escavadores de Sal a descobriram por volta de 1825 nas ruínas do grande templo de Tanis. Ele teve um irmão quebrado em vários pedaços que Barsanti trouxe ao Museu do Cairo em 1905. Foi restaurado, bastante mal, e exposto num pedestal no jardim em frente ao Museu. Pelo que me disseram, o cimento se desintegrou, de modo que esta esfinge está novamente em pedaços. Quando os templos de Tanis estavam em funcionamento, a dupla provavelmente estava no primeiro pátio, seja em frente ao pilar ou em frente a um edifício secundário, mas já haviam sido trocados de lugar várias vezes.
A identificação da primeira esfinge não é portanto certa, mas seria mais seguro atribuí-la a Jedefré, estátua cuja data já é mais precisa que a da esfinge de Tanis, e da qual não há dúvida quanto à dinastia onde foi desenvolvida.

## Simbólico
A esfinge seria uma mistura entre, por um lado, a força e a ferocidade expressas pelo corpo do leão e, por outro, a inteligência, a prudência e a reflexão representadas pela cabeça humana. Assim, uma esfinge cuja cabeça assuma as feições de um faraó nos daria a imagem de um soberano poderoso, mas cuja inteligência raciocina suas ações.

## Representação

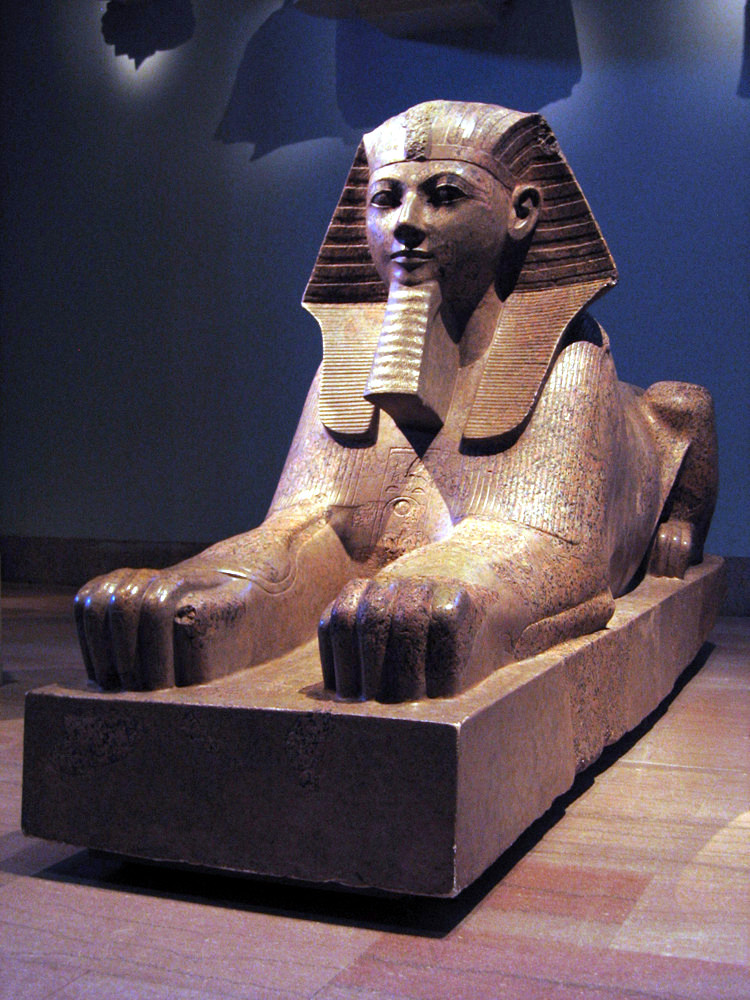
Escultura de esfinge representando Hatshepsut, em exposição no Metropolitan Museum of Art.

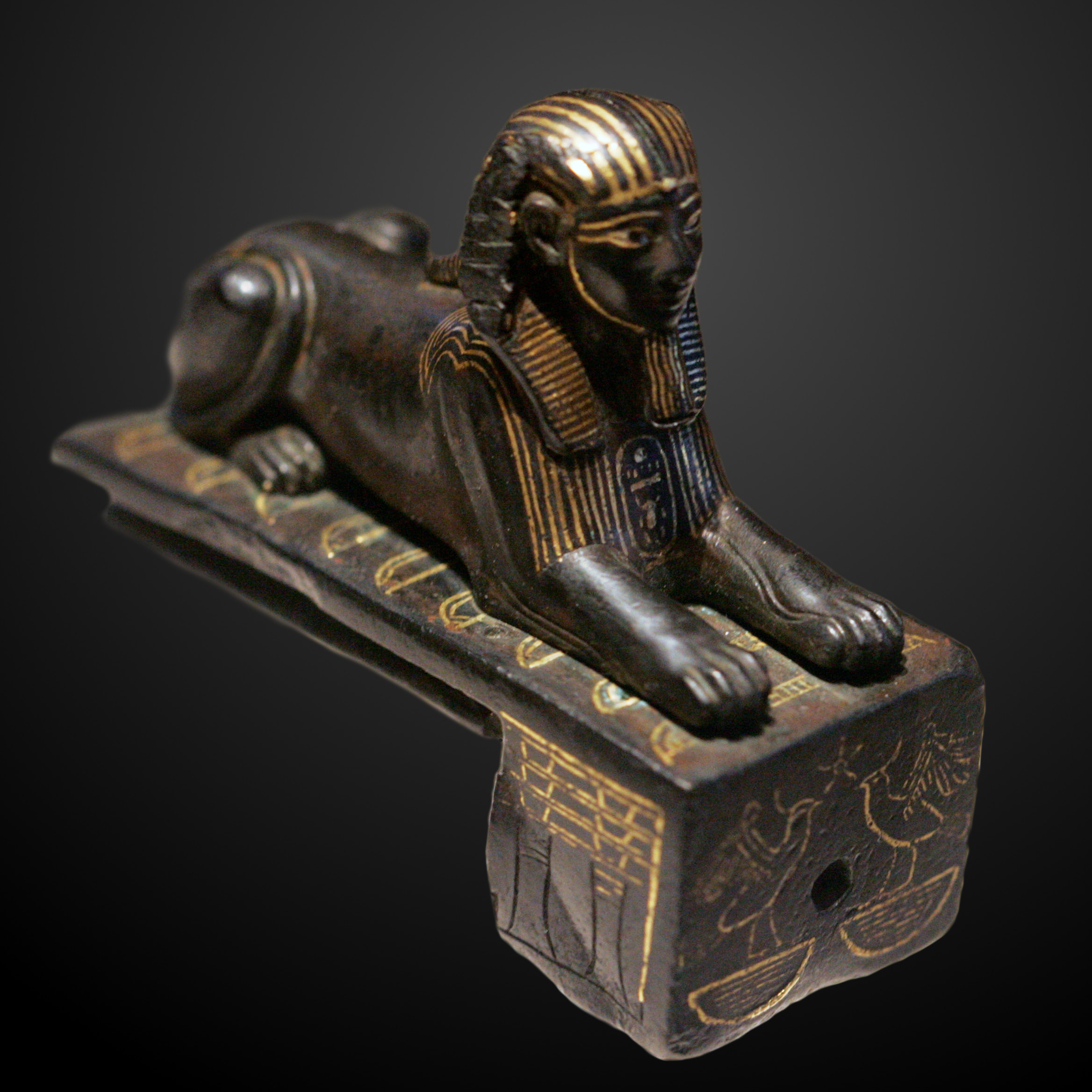
Esfinge de Bronze de Tutmés III.

As esfinges eram representadas por estátuas de pedra. Eles encarnavam o poder soberano do faraó e foram os primeiros responsáveis por zelar pela sua necrópole. A mais conhecida é a Esfinge de Gizé, que fica em frente às Grandes Pirâmides do Planalto de Gizé. Foi especialmente a partir do Novo Império que elas se multiplicaram na entrada da maioria dos templos na forma de longos alinhamentos de esfinges frente a frente em ambos os lados da via de acesso.
Essas esfinges apresentam diversas variações iconográficas:
- na pose:
  - esfinge adormecida (às vezes com asas ou segurando um vaso nas mãos);
  - esfinge sentada (pernas dianteiras levantadas);
  - esfinge passando ou andando (muitas vezes retratada atropelando o inimigo);
  - cabeça de mulher: esfinge feminina.

- na aparência:
  - na maioria das vezes leão com rosto humano (androcéfalo);
  - às vezes esfinge criocefálica (com cabeça de carneiro) ou hieracocéfalo (hieracosfinge com cabeça de falcão).